# Йоханес IV фон Волденберг
Йоханес IV фон Волденберг (на немски: Johannes IV. Graf von Woldenberg; † между 8 април и 24 юни 1352) е граф от род Волденберг в Долна Саксония.
Той е най-големият син (от 13 деца) на граф Йохан II фон Волденберг-Вердер-Бокенхем († 1331) и съпругата му Юта фон Халермунд († 1327/1333), дъщеря на граф Вилбранд III фон Халермунд († 1280) и Аделхайд фон Аденойс († сл. 1324). Внук е на граф Херман II фон Волденберг († 1271/1272) и Хедвиг фон Вернигероде († 1264).
Братята му са катедрални канонци в Халберщат и Хилдесхайм. Сестрите му са Хедвиг фон Волденберг († 1349), канонеса в Кведлинбург (1317), провостеса (1348 – 1349), Аделхайд († сл. 1321), канонеса в Гандерсхайм (1317), провостеса (1318 – 1321), Юта († 1356), канонеса в Гандерсхайм (1317) и провостеса (1329 – 1338), Елизабет († сл. 1343), монахиня във Вьолтингероде (в Гослар), и Мехтилд фон Волденберг, омъжена пр. 10 май 1326 г. за Херман фон Щайнберг († сл. 1357).
Родът Волденберг измира по мъжка линия през 1383 г. и собствеността му отива на манастир Хилдесхайм.

## Фамилия
Йоханес IV фон Волденберг се жени за Ирмгард фон Хомбург († сл. 1352), дъщеря на Зигфрид фон Хомбург и фон Хонщайн). Те имат една дъщеря:
- Юта фон Волденберг († сл. 1412), омъжена пр. 6 март 1373 г. за Бурхард фон Шоненберг (* пр. 1348; † сл. 1417), син на Конрад V фон Шоненберг ( † 1353/ сл. 1355) и Хелена Шваленберг († сл. 1372)